# The Last September
The Last September é um romance de 1929 da escritora anglo-irlandesa Elizabeth Bowen, sobre a vida em Danielstown, Cork, durante a Guerra da Independência da Irlanda, em uma mansão rural. John Banville escreveu um roteiro baseado no romance; a adaptação cinematográfica foi lançada em 1999.

## Trama
Prefácio
Embora The Last September tenha sido publicado pela primeira vez em 1929, um prefácio foi escrito para este texto décadas depois para ser incluído na segunda edição americana deste romance. Preocupada com o facto de os leitores não familiarizados com este capítulo específico da história irlandesa não compreenderem totalmente as ansiedades daqueles tempos, Bowen esforça-se muito por explicar os detalhes do seu processo de escrita e as razões políticas para a atmosfera instável sentida ao longo do texto, palpável mesmo nos seus momentos aparentemente mais serenos. De todos os seus livros, Bowen observa, The Last September é "mais próximo do meu coração, [e] tinha uma fonte profunda, límpida e espontânea. Embora não seja poético, ele transborda com o que poderia ser o material da poesia, as sensações da juventude. É uma obra de instinto e não de conhecimento — até certo ponto, um livro de 'recall', mas não havia tal recall antes." Enquanto a amada casa da família de Bowen, Bowen's Court, permaneceu intocada ao longo de "The Troubled Times" este prefácio explora as ramificações para testemunhas de "Emboscadas, prisões, capturas e incêndios, represálias e contra-represálias" como "Os britânicos patrulhavam e caçavam; os irlandeses planejavam, esperavam e atacavam." "Eu era filho da casa de onde Danielstown deriva", conclui Bowen, "no entanto, tantas vezes vi [a Corte de Bowen] queimando em minha mente que o terrível último evento em The Last September é mais real do que qualquer coisa que eu tenha vivido."
Parte umThe Arrival of Mr. & Mrs. Montmorency
The Last September abre num “momento de felicidade, de perfeição” quando Sir Richard e Lady Naylor dão as boas-vindas aos seus tão esperados convidados, Hugo e Francie Montmorency, na sua propriedade rural, Danielstown, em Cork, Irlanda. Apesar — ou, em alguns casos de personagens, apesar de — das tensões produzidas pelo que Bowen indiretamente se refere como "Os Tempos Conturbados", os Montmorencys, os Naylors, bem como a sobrinha dos Naylors, Lois, e o sobrinho, Laurence, tentam viver suas vidas após a Grande Guerra, enquanto lidam com os ditames ocasionalmente conflitantes das expectativas e desejos pessoais de sua classe. Preocupados com as preocupações das obrigações sociais que devem ser cumpridas, mesmo quando são promulgadas em um cenário de incerteza e agitação nacional, os moradores de Danielstown se ocupam com festas de tênis, visitas e danças, muitas vezes incluindo as esposas e oficiais do Exército Britânico que foram designados para esta região. Todos os moradores de Danielstown compartilham um interesse particular no relacionamento mutável entre Lois e um jovem oficial britânico, Gerald Lesworth, enquanto Lois luta para determinar precisamente quem ela é e o que ela quer da vida.
Parte doisThe Visit of Miss Norton
A confusão de Lois sobre seu futuro e o estado do vínculo que ela compartilha com Gerald é temporariamente amenizada pela chegada de mais uma visitante a Danielstown, uma Srta. Marda Norton cuja conexão com a família Naylor permanece forte, mesmo diante de constantes inconveniências e da aversão educada de longa data de Lady Naylor à mulher mais jovem. A presença de Marda, no entanto, é tanto uma bênção para Lois e Laurence quanto um aborrecimento para Lady Naylor e Hugo Montmorency — este último tendo desenvolvido uma fixação unilateral por Marda, que logo se casaria.
À medida que a amizade entre Lois e Marda se aprofunda, os leitores também tomam conhecimento da violência crescente, à medida que o frágil status quo estabelecido entre o Exército Britânico, os Black and Tans e a resistência irlandesa local é ameaçado pela captura de Peter Connor por Gerald, filho de uma família irlandesa amiga dos Naylors. Sem o conhecimento dos moradores de Danielstown (com a única exceção de Hugo), o conhecimento de Lois e Marda sobre a turbulência nacional da Irlanda se expande em primeira mão quando elas são confrontadas por um indivíduo desconhecido durante um passeio à tarde pelo interior do Condado de Cork. Embora tenha sido autorizada a partir com apenas um ferimento superficial na mão de Marda e a promessa de Lois de que elas nunca falariam sobre esse encontro nas ruínas do antigo moinho, esse encontro e o subsequente retorno de Marda à Inglaterra sinalizam uma mudança, à medida que a atenção dos personagens do romance retorna aos vários tópicos que ocupavam seus pensamentos antes de sua chegada.
Parte trêsThe Departure of Gerald
Após a partida de Marda Norton, a atenção de Lois está novamente fixada em Gerald e nas atividades organizadas pelas esposas dos oficiais britânicos. Mas, apesar da determinação de Lois em finalmente chegar a uma conclusão definitiva sobre seu futuro, seu relacionamento com Gerald é primeiramente adiado pelas maquinações de Lady Naylor e depois deixado para sempre sem solução pela morte de Gerald, que pode ter sido pelas mãos dos amigos de Peter Connor. Pouco depois da morte de Gerald, Laurence, Lois e os Montmorencys deixam Sir Richard e Lady Naylor, mas os Naylor têm pouco tempo para aproveitar a solidão em Danielstown. A propriedade da família Naylor e outras grandes casas são incendiadas em fevereiro do ano seguinte, provavelmente pelos mesmos homens que organizaram o ataque a Gerald. Sua destruição reforça o fato de que o estilo de vida outrora desfrutado pela pequena nobreza anglo-irlandesa chegou ao fim.

## Personagens

### Personagens principais
- Sir Richard Naylor é o patriarca da família e mestre de Danielstown. Sir Richard está muito ciente da iminência dos Problemas, embora raramente expresse essas preocupações em voz alta. Em vez disso, os leitores de Bowen são as pessoas mais frequentemente informadas sobre sua incerteza quanto à proximidade do conflito crescente que ocorre nas terras de sua família e nos arredores.
- Myra, Lady Naylor é uma mulher decidida que se recusa a reconhecer até mesmo a possibilidade de mudar os padrões na era pós-guerra. A mente e as opiniões de Lady Naylor estão arraigadas nas opiniões defendidas pelos membros mais conservadores de sua classe socioeconômica, especialmente no que diz respeito a julgar as perspectivas matrimoniais de seus amigos, parentes e conhecidos.
- Lois Farquar é filha única da irmã de Sir Richard, Laura. Lois, de dezoito anos, é extremamente indecisa, pois pondera continuamente sobre sua identidade como uma jovem mulher no pós-guerra e seu relacionamento com Gerald Lesworth. Ao tentar encontrar respostas para essas perguntas, Lois também serve como a principal testemunha dos leitores sobre os eventos que se desenrolam no texto.
- Laurence, primo de Lois, está visitando a tia Myra e o tio Richard no Condado de Cork. Participante relutante dos assuntos sociais de sua tia Myra e um tanto misantropo, Laurence deixa bem claro que preferiria estar em qualquer lugar, menos em Danielstown, mas também não tem os fundos que tornariam sua preferência viável.
- Hugo Montmorency é um amigo dos Naylors que finalmente retornou a Danielstown. Já se passaram doze anos desde sua última visita. Anteriormente apaixonado por Laura Naylor Farquar, Hugo não tem muita certeza de como ver Lois Farquar, filha de Laura.
- Frances Montmorency é uma mulher tranquila que está muito ciente das tendências ocultas que cercam a família Danielstown. Embora ela seja frequentemente vista como inválida pela família e pelos amigos, não há nada de errado com a mente de Francie e Bowen deixa bem claro que a posição de Francie como uma eterna espectadora lhe permite ver mais do que seus companheiros sabem.
- Gerald Lesworth é um subalterno britânico de Surrey. Gerald se sente atraído por Lois, mas não está totalmente confiante sobre a direção (e desvios) que o relacionamento deles parece estar tomando. Exemplo por excelência da masculinidade britânica, Gerald muitas vezes se sente desconfortável com a visão anglo-irlandesa do Império Britânico.
- Marda Norton é uma amiga e visitante da família Naylor, amada por Lois, admirada por Hugo e cordialmente desprezada por Lady Naylor. Marda está noiva, não tão secretamente, de Leslie Lawe, uma corretora da bolsa, e essa revelação é uma notícia bastante surpreendente para todos os moradores de Danielstown.

### Persoangens secundários
- Livvy Thompson é amiga de Lois, uma jovem que adora assumir o comando, noiva de
- David Armstrong é um soldado designado para o regimento britânico
- Laura Naylor Farquar é irmã de Richard, mãe de Lois e ex-namorada de Hugo Montmorency. Laura morreu quando Lois era muito jovem. No entanto, ela está frequentemente nos pensamentos de Lois e Hugo.
- A Sra. Vermont é uma borboleta social inglesa cujo principal interesse é a socialização, esposa de
- O capitão Vermont é um oficial britânico
- Os Hartigans são uma família anglo-irlandesa vizinha que possui cinco filhas solteiras
- Daventry é um soldado britânico em estado de choque que, no entanto, está vinculado à divisão de inteligência
- Smith é um soldado britânico, mas é um personagem tão secundário que nem sequer lhe é permitido um primeiro nome.
- Viola é amiga, correspondente e confidente ocasional de Lois.
- A Sra. Fogarty é uma das poucas católicas romanas irlandesas do romance a favor de manter laços estreitos com a Grã-Bretanha.
- Os Connors são uma família católica romana irlandesa que é nominalmente amiga dos Naylor
- Peter Connor é o filho de Connor capturado por Gerald e seus homens. Embora Peter nunca esteja fisicamente presente nas cenas do romance, ele e seus associados políticos têm um efeito tremendo sobre os moradores de Danielstown, bem como sobre a própria Danielstown.

## Temas

### Esterilidade
O tema da esterilidade permeia o romance nos personagens e no ambiente. A ausência de crianças é notória, como se "as crianças parecessem inconcebíveis em todos os sentidos da palavra" com exceção de Hércules, que é o mais novo da família e o único menino entre quatro meninas. Os Naylors e os Montmorencys não têm filhos. As meninas Hartigan são solteironas, "Certamente há muitas mulheres solteiras." Lois tem a sensação de ser estéril quando é olhada, "um olhar do Sr. Montmorency ou Laurence tornaria seu encontro estéril." Ela parece ter sentimentos por Hugo Montmorency e Gerald Lesworth. Mas mais tarde no romance, ela interrompe seus sentimentos afetuosos por Hugo e não consegue determinar o que deveria sentir por Gerald. Marda Norton se lembra de uma história que a faz "ficar seca por dentro só de pensar nisso agora.” Esta esterilidade humana estende-se ou emerge do próprio lugar, ou seja, a Irlanda: "Falando em ser virgem, você já reparou neste país? O sexo não parece irrelevante?" Sir Richard sabe que sua plantação está quase destruída e não quer que mais danos aconteçam a ela, trazendo os soldados para verificar se há armas enterradas em sua plantação: "E por que iríamos querer saber? Você terá o lugar cheio de soldados, pisoteando as árvores jovens. Já houve danos suficientes na plantação com as pessoas vindo para passear..."

### A casa grande
Danielstown é um lugar muito espaçoso, onde a maioria dos incidentes do romance acontecem. Parece ter características únicas e um efeito assustador sobre seus habitantes e visitantes. Em Elizabeth Bowen: The Shadow Across the Page, Maud Ellmann sugere que a arquitetura nos escritos de Bowen é inseparável dos personagens: "Em seus escritos, a arquitetura toma o lugar da psicologia: o caráter é moldado por salas e corredores, portas e janelas, arcos e colunas, em vez de pela experiência individual." Lois se aproxima da casa à distância no final da primeira seção do romance, ruminando sobre o cenário e sente que a casa está interagindo com ela:

Ao sul, abaixo deles, as árvores do domínio de Danielstown formavam um quadrado escuro e formal, como um tapete sobre o campo verde. Em seus corações, como um alfinete caído, o telhado cinza envidraçado refletia levemente o céu. Olhando para baixo, Lois teve a impressão de que eles viviam na floresta; espaços de gramados obscurecidos pela pressão e escuridão das árvores. Ela se perguntou ainda mais se eles não estavam com medo. Longe daqui também, seu isolamento se tornou aparente. A casa parecia estar se encolhendo em apreensão, escondendo o rosto, como se tivesse a visão dela de onde estava. Parecia amontoar suas árvores em medo e espanto diante da vasta luz, do lindo país sem amor, do seio relutante em que estava situado.

Laurence chama-a de "uma casa terrível". Os espelhos da casa deixam Gerald sonolento. Marda Norton perde suas malas e acredita que o motivo é o lugar: "Eu não perco coisas, exceto quando venho aqui; sou realmente eficiente. Mas parece haver uma espécie de fatalidade..." Quando os Montmorencys chegam a Danielstown, a casa parece protestar, mas silenciosamente: "Dois andares acima, ela [Lois] poderia ter ouvido o farfalhar de uma cortina, mas a mansão se amontoou em silêncio sobre as vozes dos Montmorencys." O filme foi filmado em Dowth Hall, Condado de Meath, no final da década de 1990, ao longo das margens do Rio Boyne.

### Presença oriental/colonial
O exótico nos é apresentado na sociedade anglo-irlandesa no primeiro capítulo: "Ao passar para seu quarto à noite, Lois frequentemente tropeçava com o dedo do pé nas mandíbulas de um tigre... Havia duas estantes trancadas cujas chaves haviam sido perdidas, e uma tropa de elefantes de ébano trazidos da Índia por alguém de quem ela não se lembrava desfilava no topo das estantes." Há também uma série de casos em que antiguidades do Oriente fazem parte da mobília de Danielstown. Gerald também é descrito como "beduíno" por Betty Vermont: "Isso não era algo que ela poderia ter dito a qualquer homem, porque realmente o Oriente havia se tornado muito sugestivo. Mas ele era o garoto mais querido, tão absolutamente bem-intencionado." Há uma insinuação de que o Oriente carrega conotações sexuais, mas Gerald é "bem-intencionado" e não se ofenderá com essa associação com o Oriente. O projeto colonial está incorporado em Gerald. Quando Laurence lhe pergunta sobre o significado da civilização, ele acredita que o Império Britânico é muito capaz de entregar civilização às pessoas: "Quero dizer, olhando para trás na história – não que eu seja intelectual – parecemos ser o único povo." Maud Ellmann aponta: "O soldado britânico Gerald Lesworth é ingênuo o suficiente para pensar que os mocinhos podem ser firmemente distinguidos dos bandidos. Se a guerra fosse declarada abertamente, ele vocifera, poderíamos limpar esses mendigos em uma semana". Além disso, a colonização é vista como uma carreira. Gerald critica o Sr. Armstrong porque ele não está “mais interessado na sua carreira”.

### Juventude congelada
A narrativa insiste em enquadrar o elemento temporal do romance dentro de um período fixo de tempo, “Naqueles dias…” e “tempo cancelado”. Em Elizabeth Bowen and the Dissolution of the Novel, Andrew Bennett e Nicholas Royle acreditam que esse estilo de estagnação e suspensão na narrativa é característico de Bowen desde a cena de abertura de seu primeiro romance, The Hotel:

Os romances de Bowen estão sempre finalizados, paralisados, desde e até a abertura de seu primeiro romance. Os romances de Bowen são naturezas-mortas. Qualquer leitura que possa ocorrer além dessa abertura é uma leitura suplementar das mobilidades impossíveis contidas dentro, mas não pelo, pensamento da catatonia. Os dez romances de Bowen serão assombrados por esta abertura, pelo paradoxo de uma paragem catatónica do pensamento e pelo paradoxo de que os romances já estão terminados, paralisados por tal pensamento.

"Naqueles dias" e "tempo cancelado", Lois, a heroína, acredita que vive num casulo: "Eu poderia muito bem estar em algum tipo de casulo." Esta imagem congelada, "intransitiva" e nebulosa está ligada a Lois ao longo do romance: "Ela estava sozinha e viu que não havia futuro. Ela fechou os olhos e tentou - como às vezes quando estava enjoada, presa na miséria entre Holyhead e Kingstown - ser encerrada na nulidade, em algum lugar ideal perfeito e claro como uma bolha."

### Identidade nacional
A sociedade anglo-irlandesa parece perplexa com sua lealdade. Não está determinado se será leal à Irlanda ou à Inglaterra. Esta parece ser a fonte do seu dilema. O exemplo máximo é apresentado em Lois, presa entre Holyhead [País de Gales] e Kingstown [Irlanda] em "nenhuma entidade", não pertencendo a nenhum dos lugares. Ellmann elucida:

O problema neste país é a outra trama, a maior parte da qual acontece nos bastidores, enquanto a trama de amor domina o palco. No entanto, ambas são histórias de paralisia: Lois Farquar, a personagem central, não consegue se apaixonar por nenhum dos homens disponíveis, assim como os Naylors não conseguem tomar partido na luta que decide seus destinos. Ambas as tramas terminam em desenlace, romântico num caso, político no outro.

Em Elizabeth Bowen: A Reputation in Writing, Renee C. Hoogland expõe como a relação entre os irlandeses e os anglo-irlandeses está condenada:

O senso de deslocamento que Laurence e Lois têm em comum é colocado no centro da narrativa ao ser refletido no cenário sócio-histórico do romance, metaforicamente destacado pela violência dos Problemas. Indicativo do abismo que divide os anglo-irlandeses dos nativos irlandeses, esta guerra acabará por levar à destruição do poder colonizador da pequena nobreza rural anglo-irlandesa, da própria Ascendência e do modo de vida que ela ainda mal sustenta. Fundada em relações de poder desiguais inseridas em um sistema de classes ultrapassado, a comunidade anglo-irlandesa demonstrou ter se tornado praticamente obsoleta. Isso, por sua vez, é sugerido pela relativa indiferença de Lois e Laurence à ameaça das convulsões políticas. Como o final prolongado de uma história na qual sentem que não têm qualquer papel, a guerra mantém-nos cativos e frustra-os na sua busca pelos significados do seu próprio "presente histórico".

### Sátira/comédia
Alguns críticos como Renee C. Hoogland e Neil Corcoran acreditam que o romance traz elementos satíricos e cômicos que têm como alvo a sociedade anglo-irlandesa e inglesa. Hoogland afirma: "Em termos genéricos tradicionais, The Last September pode ser classificado como uma comédia social que satiriza os costumes e a moral da pequena nobreza anglo-irlandesa e das classes média-alta inglesas." Hoogland também aponta a "arrogância e as visões nacionalistas intolerantes" de Myra Naylor, que permitem que Bowen exiba seu talento requintado para a sátira social. O principal alvo do desprezo da senhora irlandesa são as classes médias altas inglesas:

Sempre achei que a melhor coisa na Inglaterra é ter muito a dizer, e felizmente eles estão determinados a achar isso divertido. Mas se uma delas para de falar, elas contam as coisas mais extraordinárias, sobre seus maridos, seus problemas financeiros, suas entranhas. Eles não parecem desanimados por não terem sido convidados. E eles parecem tão íntimos um do outro; suponho que isso vem do fato de viverem tão próximos. Claro que eles são muito definidos e práticos, mas é uma pena que falem tanto sobre o que estão fazendo. Não consigo entender por que eles acham que isso deveria importar.

Em Elizabeth Bowen: The Enforced Return, Corcoran explica a representação cômica da sociedade anglo-irlandesa:

Jogando constantemente contra o brilho da comédia social em The Last September, portanto – notavelmente a comédia de insinuações nervosas e mal-entendidos que caracteriza as relações anglo-irlandesas/inglesas/irlandesas – está um efeito penetrante de atenuação, banalidade e desuso. "Eles foram atrasados, desviados", diz-se sobre a longa falha de Hugo e Marda em fazer uma nova visita a Danielstown; mas, na verdade, isso poderia ser dito de forma mais geral sobre os anglo-irlandeses no romance também.

Corcoran também pensa que "...O Último Setembro mantém em toda a sua paridade, se não a primazia, do seu tom cómico. Ao inventar o casamento de Hugo e Laura, por exemplo, o fastidioso Laurence também, com um estremecimento, prevê um momento em que eles e os quatro filhos 'todos se apressaram para se refugiar no Canadá'; na manhã do casamento, pensa ele, 'os quatro jovens filhos agitaram-se de excitação entre os querubins.'"

### Feminismo
Hoogland lê a personagem de Lois em um contexto feminista intrigante. Ela acredita que Lois não consegue se apaixonar completamente por Gerald porque vê a futilidade do casamento ao seu redor:

Ao adotar seu papel prescrito no contrato social, as amigas de Lois [Livvy e Viola] não apenas se conformam, mas, na verdade, reforçam os regimes de heterossexualidade compulsória e falocentrismo que os sustentam. Apesar de sua necessidade de ser reconhecida, de "estar em um padrão", nossa heroína é incapaz de abraçar de todo o coração seu lugar designado dentro do sistema de poder/conhecimento estabelecido. Percebendo a aridez dos casamentos ao seu redor, Lois astutamente discerne as limitações impostas aos cônjuges pela própria instituição da heterossexualidade. Não querendo fazer parte disso, ela pode aliviar seu medo de ser "excluída" pela geração mais velha ao derivar uma "sensação de mistério e destino" do pensamento de que ela "penetrará trinta anos mais adiante no Tempo do que eles poderiam". No entanto, ela não pode se distanciar tão facilmente de seus colegas. Sucedendo as agora "perdidas" líderes mais velhas, Viola e Livvy são as outras das quais Lois depende para a confirmação de seu precário senso de identidade. Apesar de sua reserva consciente, ela se sente compelida a segui-los na tentativa de ser uma "jovem agradável", o que, ela aprendeu, envolve ser "atraente para vários rapazes". Ela, portanto, aceita hesitantemente as atenções persistentes de Gerald Lesworth.

Lady Naylor insiste que “estes casamentos precoces arruínam carreiras, e os noivados são quase tão maus”. Ela também acredita: "Há um futuro para as meninas hoje em dia fora do casamento... Carreiras -." Apesar de suas intenções em dissuadir Lois de se casar com Gerald, há uma mensagem de empoderamento feminino para não aderir à "instituição da heterossexualidade", se usarmos a frase de Hoogland citada acima.

## Padrões

### Elipse
O exemplo máximo de elipse do romance é a cena do moinho em que Marda Norton é baleada. Corcoran explica a função e o efeito da elipse no romance:

O moinho em ruínas é, por assim dizer, o terrível segredo da história anglo-irlandesa ainda arquitetonicamente articulada na terra, mesmo em sua desolação; e Hugo começa a elaborar algo assim antes de ser impedido por mais uma elisão: "'Mais uma', declarou Hugo, 'de nossas queixas nacionais. A lei inglesa estrangulou o -' Mas Lois insistiu em se apressar: ela e Marda estavam agora bem à frente." Essa elipse é a lacuna pela qual a história anglo-irlandesa cai: a questão é levantada, como tantas vezes em Bowen, apenas para ser desviada, mas de uma forma que a torna, de certa forma, ainda mais insistente, com a insistência do assustadoramente irrecuperável.

Maud Ellmann também ilustra: "A narrativa também se envolve, no sentido de que a maioria dos eventos ocorre fora do palco, como na tragédia grega." Várias conversas no romance estão cheias de pausas, frases inacabadas ou silêncios constrangedores. A conversa que ocorre entre Gerald e Laurence sobre a civilização e seu significado resume como o significado acontece em interrupções e pausas que não são palavras reais. Assim como a analogia de Ellmann da tragédia grega, onde a ação acontece fora do palco, o significado em The Last September acontece em elipse.

### A queima de Daniesltown
O romance termina com a conflagração de Danielstown. Mas os leitores não ficam surpresos com esse incendiário agitado, pois a narrativa prenuncia esse final inelutável. Laurence prevê o incêndio de Danielstown: "Mas eu gostaria que algo mais acontecesse, alguma intrusão grosseira do real. Sinto-me todo gasoso por dentro de tanto bocejar. Gostaria de estar aqui quando esta casa queimar." Os Montmorencys estão pensando em construir um bangalô, mas Lady Naylor rejeita essa ideia: "Não seja bobo - Além disso, de acordo com aquele amigo dos Trents, ele seria explodido ou queimado em um ou dois meses." Este final se refere à prática do IRA de destruir casas de campo na Irlanda entre 1919 e 1923.

### Adaptação cinematográfica
Uma versão cinematográfica foi lançada em 1999. John Banville escreveu o roteiro, produzido por Yvonne Thunder e dirigido por Deborah Warner. Zbigniew Preisner forneceu a música e Slawomir Idziak forneceu a cinematografia.
O filme é estrelado por Maggie Smith, Michael Gambon, Keeley Hawes, David Tennant, Lambert Wilson, Jane Birkin e Fiona Shaw.